# Carl Schleiermacher
Carl Christian Heinrich Schleiermacher (* 5. März 1710 in Lauterbach; † 31. März 1781 in Darmstadt) war ein deutscher Arzt.

## Leben
Carl Schleiermacher wurde 1710 im osthessischen Lauterbach als Sohn des Mediziners Ludwig Schleiermacher (1670–1716) und seiner Frau Elisabeth Christina Schleiermacher geb. Cotta (1683–1746) geboren. Sein Großvater väterlicherseits war Doktor der Medizin Johann Bartholomäus Schleiermacher (1632–1691). Nach seiner medizinischen Ausbildung war er ab 1741 Physikus in Alsfeld und ab 1761 Leibarzt am Hofe des Landgrafen Ludwig IX. von Hessen in Darmstadt.

## Familie
Seit 1744 war er mit Sophia Schleiermacher geb. Gebhard (1723–1778) verheiratet. Aus der Ehe entstanden die drei Kinder Johanna Margaretha (1747–1813), die mit Richter August Schenck (1744–1806) verheiratet war, Johanetta Maria (1750–1825) und Ernst Schleiermacher (1755–1844).